# Гай Каниний Ребил (консул-суффект 12 года до н. э.)
Гай Каниний Ребил (лат. Gaius Caninius Rebilus) — политический деятель эпохи ранней Римской империи.
Его отцом был консул-суффект 45 года до н. э. Гай Каниний Ребил. Около 22 года до н. э. Ребил вошёл в состав жреческой коллегии квиндецемвиров священнодействий. В 17 году до н. э. он принимал участие в Секулярных играх. В 12 году до н. э. Ребил занимал должность консула-суффекта вместо Гая Вальгия Руфа. Он скончался, находясь на этом посту.
Его сыном был консул-суффект 37 года Гай Каниний Ребил.